# Dag Erik Pedersen
Pour les articles homonymes, voir Pedersen.
Dag Erik Pedersen, né le 6 juin 1959 à Skien (comté de Telemark) et mort le 3 juin 2024 à Helgeroa (comté de Vestfold), est un coureur cycliste norvégien. Professionnel de 1982 à 1991, il remporte notamment trois étapes du Tour d'Italie.

## Biographie

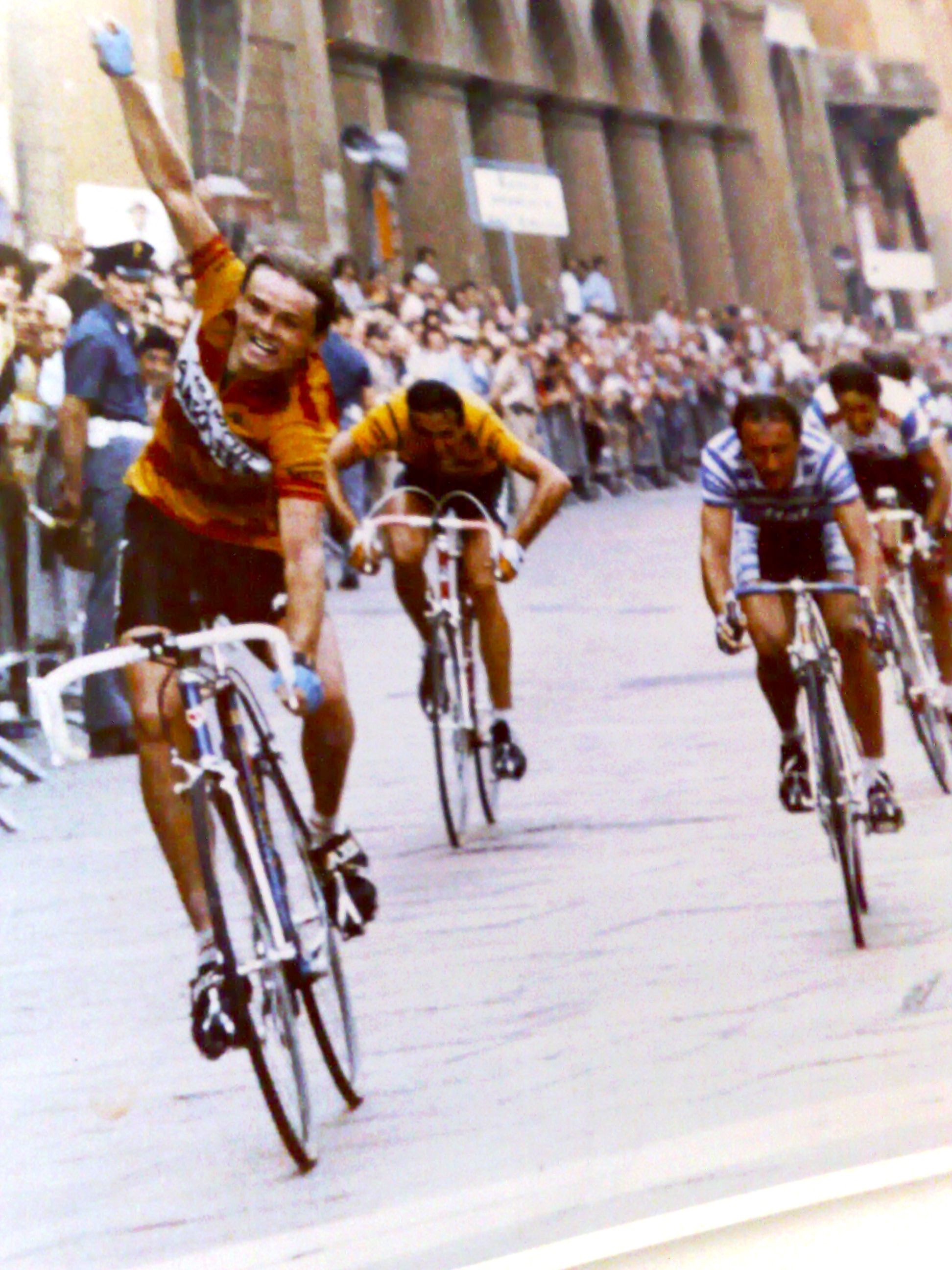
Dag Erik Pedersen au Tour d'Émilie (Giro dell'Emila) 1986.

## Palmarès
- 1977
  -  Champion de Norvège sur route juniors
  -  Champion de Norvège du contre-la-montre juniors
  - 2e du championnat des Pays nordiques sur route juniors
  - 3e du championnat des Pays nordiques du contre-la-montre par équipes juniors
- 1978
  - Champion des Pays nordiques du contre-la-montre par équipes (avec Geir Digerud, Morten Sæther et Jostein Wilmann)
- 1979
  - Ringerike Grand Prix
  - 2e du Berliner Etappenfahrt
- 1980
  - 2e du Tour de Rhénanie-Palatinat
- 1981
  - Ringerike Grand Prix
  - 9e étape de la Milk Race
  - Classement général du Grand Prix Guillaume Tell
  - 4e du championnat du monde sur route amateurs
- 1982
  - Tour du Latium
- 1983
  - 1re étape du Tour de Sardaigne
  - Classement général du Tour de Scandinavie
  - 2e du Tour de Vénétie
  - 3e du Tour des Amériques
  - 3e du Tour d'Émilie
  - 4e du Tour de Romandie
- 1984
  - 9e et 16e étapes du Tour d'Italie
  - Tour de Norvège :
    - Classement général
    - 4e étape

  - 2e du Tour de Campanie
  - 6e de Milan-San Remo
  - 10e du Tour d'Italie
  - 10e de Blois-Chaville
- 1986
  - 17e étape du Tour d'Italie
  - 2e du Tour d'Émilie
  - 3e de Liège-Bastogne-Liège
  - 3e du Tour des Pouilles
  - 3e du Grand Prix de l'industrie et de l'artisanat de Larciano
  - 7e du Championnat de Zurich
  - 10e de Créteil-Chaville
- 1987
  - 9e de Milan-San Remo
  - 9e du Tour de Romandie
- 1989
  - Tour de Norvège :
    - Classement général
    - 1re et 5e étapes

  - Classement général du Roserittet DNV Grand Prix
  - 2eb étape du Tour de Catalogne (contre-la-montre par équipes)
  - 2e de Milan-Turin
- 1990
  - Ringerike Grand Prix :
    - Classement général
    - 1re étape

  - 4e, 5e et 6e étapes du Tour de Norvège
  - 2e du Tour de Norvège
- 1991
  - 3e et 6e étapes du Tour de Suède
  - Tour de Norvège :
    - Classement général
    - 2e et 5e étapes

  - 2e du Tour de Suède
- 1992
  -  Champion de Norvège sur route
  -  Champion de Norvège du contre-la-montre par équipes (avec Stig Kristiansen et Trond Kristian Karlsen)
  - 3e du Tour de Norvège

## Résultats sur les grands tours

### Tour d'Italie
6 participations :
- 1984 : 10e, vainqueur des 9e et 16e étapes
- 1985 : abandon (11e étape)
- 1986 : 81e, vainqueur de la 17e étape
- 1987 : 59e
- 1988 : abandon (6e étape)
- 1990 : abandon (4eb étape)